# Natação no Campeonato Mundial de Esportes Aquáticos de 2022 - 50 m borboleta masculino
A prova dos 50 metros borboleta masculino da natação no Campeonato Mundial de Esportes Aquáticos de 2022 ocorreu nos dias 18 e 19 de junho, em Budapeste, na Hungria.

## Recordes
Antes desta competição, os recordes mundiais e do campeonato nesta prova eram os seguintes:
| Tipo                  | Atleta         | Tempo  | Local   | Data                |
| --------------------- | -------------- | ------ | ------- | ------------------- |
|                       | Andriy Govorov | 22s 27 | Roma    | 1 de julho de 2018  |
| Recorde do campeonato | Caeleb Dressel | 22s 35 | Gwangju | 22 de julho de 2019 |

## Medalhistas
| Ouro                 | Prata                 | Bronze               |
| Caeleb Dressel (USA) | Nicholas Santos (BRA) | Michael Andrew (USA) |

## Cronograma
Todos os horários são locais (UTC+2). 
| Data        | Hora  | Evento        |
| ----------- | ----- | ------------- |
| 18 de junho | 09:55 | Eliminatórias |
| 18 de junho | 18:24 | Semifinal     |
| 19 de junho | 18:48 | Final         |

## Resultados

### Eliminatórias
Esses foram os resultados das eliminatórias. A prova foi realizada no dia 18 de junho com início às 09:55.
| Pos. | Bateria | Raia | Nadador              | Nacionalidade          | Tempo | Notas            |
| ---- | ------- | ---- | -------------------- | ---------------------- | ----- | ---------------- |
| 1    | 5       | 8    | Dylan Carter         | Trinidad e Tobago      | 22.87 | Q,               |
| 2    | 7       | 4    | Caeleb Dressel       | Estados Unidos         | 22.88 | Q                |
| 2    | 8       | 6    | Thomas Ceccon        | Itália                 | 22.88 | Q,               |
| 4    | 6       | 4    | Michael Andrew       | Estados Unidos         | 22.89 | Q                |
| 5    | 7       | 1    | Noè Ponti            | Suíça                  | 23.04 | Q,               |
| 6    | 6       | 6    | Maxime Grousset      | França                 | 23.07 | Q                |
| 7    | 7       | 3    | Ben Proud            | Reino Unido            | 23.08 | Q                |
| 8    | 8       | 5    | Szebasztián Szabó    | Hungria                | 23.11 | Q                |
| 9    | 6       | 5    | Nyls Korstanje       | Países Baixos          | 23.27 | Q                |
| 10   | 8       | 2    | Florent Manaudou     | França                 | 23.31 | Q                |
| 11   | 7       | 5    | Andriy Govorov       | Ucrânia                | 23.34 | Q                |
| 12   | 8       | 1    | Daniel Zaitsev       | Estónia                | 23.38 | Q                |
| 13   | 8       | 4    | Nicholas Santos      | Brasil                 | 23.46 | Q                |
| 14   | 6       | 0    | Simon Bucher         | Áustria                | 23.51 | Q,               |
| 14   | 8       | 3    | Teong Tzen Wei       | Singapura              | 23.51 | Q                |
| 16   | 6       | 3    | Konrad Czerniak      | Polónia                | 23.53 | DES              |
| 16   | 6       | 7    | Piero Codia          | Itália                 | 23.53 | DES              |
| 18   | 6       | 1    | Rasmus Nickelsen     | Dinamarca              | 23.54 |                  |
| 19   | 8       | 8    | Meiron Cheruti       | Israel                 | 23.58 |                  |
| 20   | 6       | 2    | Naoki Mizunuma       | Japão                  | 23.60 |                  |
| 21   | 7       | 8    | Jacob Peters         | Reino Unido            | 23.62 |                  |
| 21   | 8       | 7    | Nicholas Lia         | Noruega                | 23.62 |                  |
| 23   | 7       | 6    | Abdelrahman Sameh    | Egito                  | 23.64 |                  |
| 23   | 7       | 7    | Thomas Verhoeven     | Países Baixos          | 23.64 |                  |
| 25   | 6       | 8    | Vladyslav Bukhov     | Ucrânia                | 23.66 |                  |
| 26   | 5       | 6    | Julien Henx          | Luxemburgo             | 23.69 |                  |
| 26   | 7       | 9    | Adilbek Mussin       | Cazaquistão            | 23.69 |                  |
| 28   | 5       | 5    | Stergios Bilas       | Grécia                 | 23.72 |                  |
| 28   | 8       | 9    | Alberto Lozano       | Espanha                | 23.72 |                  |
| 30   | 7       | 0    | Oskar Hoff           | Suécia                 | 23.73 |                  |
| 31   | 7       | 2    | Paweł Smoliński      | Polónia                | 23.78 |                  |
| 32   | 5       | 3    | Sun Jiajun           | China                  | 23.83 |                  |
| 33   | 6       | 9    | Chad le Clos         | África do Sul          | 23.86 |                  |
| 34   | 4       | 6    | Ádám Halás           | Eslováquia             | 23.94 | Recorde nacional |
| 35   | 5       | 4    | Cameron Gray         | Nova Zelândia          | 24.01 |                  |
| 36   | 5       | 1    | Kim Ji-hun           | Coreia do Sul          | 24.02 |                  |
| 37   | 5       | 7    | Abeiku Jackson       | Gana                   | 24.11 |                  |
| 38   | 5       | 2    | Jorge Iga            | México                 | 24.13 |                  |
| 38   | 4       | 5    | Ian Ho               | Hong Kong              | 24.13 |                  |
| 40   | 4       | 8    | Emre Sakçı           | Turquia                | 24.16 |                  |
| 41   | 8       | 0    | Vinicius Lanza       | Brasil                 | 24.26 |                  |
| 42   | 4       | 4    | Waleed Abdulrazzaq   | Kuwait                 | 24.32 |                  |
| 43   | 4       | 7    | Bernat Lomero        | Andorra                | 24.34 |                  |
| 44   | 5       | 0    | Ben Hockin           | Paraguai               | 24.38 |                  |
| 45   | 4       | 3    | Guido Buscaglia      | Argentina              | 24.39 |                  |
| 46   | 5       | 9    | Glenn Victor Sutanto | Indonésia              | 24.60 |                  |
| 47   | 3       | 3    | Colins Ebingha       | Nigéria                | 24.61 |                  |
| 48   | 4       | 2    | Mehrshad Afghari     | Irão                   | 24.77 |                  |
| 49   | 4       | 1    | Jayhan Odlum-Smith   | Santa Lúcia            | 24.81 |                  |
| 50   | 4       | 0    | Matthew Lawrence     | Moçambique             | 24.97 |                  |
| 51   | 3       | 4    | Ayman Klzie          | Síria                  | 25.04 |                  |
| 51   | 3       | 5    | Salvador Gordo       | Angola                 | 25.04 |                  |
| 53   | 3       | 2    | Mohamad Masoud       | Atleta refugiado       | 25.27 |                  |
| 54   | 1       | 3    | Khurshidjon Tursunov | Uzbequistão            | 25.44 |                  |
| 55   | 3       | 6    | Jesse Washington     | Bermudas               | 25.59 |                  |
| 56   | 1       | 7    | Jeno Heyns           | Suriname               | 25.63 |                  |
| 57   | 4       | 9    | Souhail Hamouchane   | Marrocos               | 26.11 |                  |
| 58   | 1       | 6    | Musa Zhalayev        | Turquemenistão         | 26.21 |                  |
| 59   | 2       | 7    | Mahmoud Abu Gharbieh | Palestina              | 26.89 |                  |
| 60   | 3       | 7    | Isihaka Irankunda    | Ruanda                 | 27.07 |                  |
| 61   | 2       | 8    | Fakhriddin Madkamov  | Tajiquistão            | 27.24 |                  |
| 62   | 3       | 1    | Troy Pina            | Cabo Verde             | 27.33 |                  |
| 63   | 2       | 6    | Abdulhai Ashour      | Líbia                  | 27.50 |                  |
| 64   | 2       | 0    | Taiyo Akimaru        | Marianas Setentrionais | 27.85 |                  |
| 65   | 2       | 4    | Elhadj Diallo        | Guiné                  | 29.06 |                  |
| 66   | 3       | 9    | Fahim Anwari         | Afeganistão            | 29.24 |                  |
| 67   | 3       | 0    | Simanga Dlamini      | Essuatíni              | 29.25 |                  |
| 68   | 2       | 5    | Houmed Houssein      | Djibuti                | 29.57 |                  |
| 69   | 1       | 5    | Tilahun Malede       | Etiópia                | 30.50 |                  |
| 70   | 1       | 4    | Basem Rashed         | Iêmen                  | 33.76 |                  |
| –    | 1       | 2    | Charly Ndjoume       | Camarões               | DNS   | DNS              |
| –    | 2       | 1    | Diosdado Miko Eyanga | Guiné Equatorial       | DNS   | DNS              |
| –    | 2       | 2    | Hasan Al-Zinkee      | Iraque                 | DNS   | DNS              |
| –    | 2       | 9    | Pap Jonga            | Gâmbia                 | DNS   | DNS              |
| –    | 3       | 8    | Souleymane Napare    | Burquina Fasso         | DNS   | DNS              |
| –    | 2       | 3    | Refiloe Chopho       | Lesoto                 | DSQ   | DSQ              |

Desempate
Uma prova extra foi realizada dia 18 de junho às 11:39 para a definição do último semifinalista.
| Posição | Raia | Nadador         | Nacionalidade | Tempo | Notas |
| ------- | ---- | --------------- | ------------- | ----- | ----- |
| 1       | 4    | Konrad Czerniak | Polónia       | 23.38 | Q     |
| 2       | 5    | Piero Codia     | Itália        | 23.40 |       |

### Semifinal
Esses foram os resultados das semifinais. A prova foi realizada no dia 18 de junho com início às 18:24.
| Pos. | Bateria | Raia | Nadador           | Nacionalidade     | Tempo | Notas            |
| ---- | ------- | ---- | ----------------- | ----------------- | ----- | ---------------- |
| 1    | 2       | 6    | Ben Proud         | Reino Unido       | 22.76 | Q                |
| 2    | 1       | 4    | Caeleb Dressel    | Estados Unidos    | 22.79 | Q                |
| 2    | 2       | 5    | Thomas Ceccon     | Itália            | 22.79 | Q,               |
| 4    | 1       | 5    | Michael Andrew    | Estados Unidos    | 22.87 | Q                |
| 5    | 1       | 6    | Szebasztián Szabó | Hungria           | 22.91 | Q                |
| 6    | 2       | 4    | Dylan Carter      | Trinidad e Tobago | 22.98 | Q                |
| 7    | 2       | 8    | Teong Tzen Wei    | Singapura         | 23.03 | Q                |
| 8    | 2       | 1    | Nicholas Santos   | Brasil            | 23.04 | Q                |
| 9    | 1       | 3    | Maxime Grousset   | França            | 23.10 |                  |
| 10   | 2       | 2    | Nyls Korstanje    | Países Baixos     | 23.14 |                  |
| 11   | 1       | 1    | Simon Bucher      | Áustria           | 23.18 | Recorde nacional |
| 12   | 1       | 2    | Florent Manaudou  | França            | 23.23 |                  |
| 13   | 2       | 3    | Noè Ponti         | Suíça             | 23.29 |                  |
| 14   | 2       | 7    | Andriy Govorov    | Ucrânia           | 23.31 |                  |
| 15   | 1       | 7    | Daniel Zaitsev    | Estónia           | 23.38 |                  |
| 16   | 1       | 8    | Konrad Czerniak   | Polónia           | 23.50 |                  |

### Final
A final foi realizada em 19 de junho às 18:48.
| Pos.              | Raia | Nadador           | Nacionalidade     | Tempo | Notas            |
| ----------------- | ---- | ----------------- | ----------------- | ----- | ---------------- |
| Medalha de ouro   | 5    | Caeleb Dressel    | Estados Unidos    | 22.57 |                  |
| Medalha de prata  | 8    | Nicholas Santos   | Brasil            | 22.78 |                  |
| Medalha de bronze | 6    | Michael Andrew    | Estados Unidos    | 22.79 |                  |
| 4                 | 7    | Dylan Carter      | Trinidad e Tobago | 22.85 | Recorde nacional |
| 5                 | 3    | Thomas Ceccon     | Itália            | 22.86 |                  |
| 6                 | 2    | Szebasztián Szabó | Hungria           | 23.01 |                  |
| 7                 | 4    | Ben Proud         | Reino Unido       | 23.08 |                  |
| 8                 | 1    | Teong Tzen Wei    | Singapura         | 23.29 |                  |

Legenda
| Recorde mundial       | Recorde mundial (World record)               |                       | Recorde africano                      | Recorde africano (African) |                                           | Q | Classificado por posição (Qualified) |
| Recorde do campeonato | Recorde do campeonato (Championship record)  | Recorde da América    | Recorde da América (Americas)         | q                          | Classificado por melhor tempo (Qualified) |   |                                      |
| Melhor marca do ano   | Melhor marca do ano (World leading)          | Recorde asiático      | Recorde asiático (Asian)              | DNS                        | Não largou (Did not start)                |   |                                      |
| Recorde nacional      | Recorde nacional (National record)           | Recorde europeu       | Recorde europeu (European)            | DNF                        | Não terminou (Did not finish)             |   |                                      |
| Recorde pessoal       | Recorde pessoal do atleta (Personal best)    | Recorde da Oceania    | Recorde da Oceania (Oceania)          | DSQ / DQ                   | Desclassificado (Disqualified)            |   |                                      |
| Recorde da temporada  | Recorde da temporada do atleta (Season best) | Recorde sul-americano | Recorde sul-americano (South America) | NM                         | Sem marca (No mark)                       |   |                                      |